# Saint-Malo à la Hune

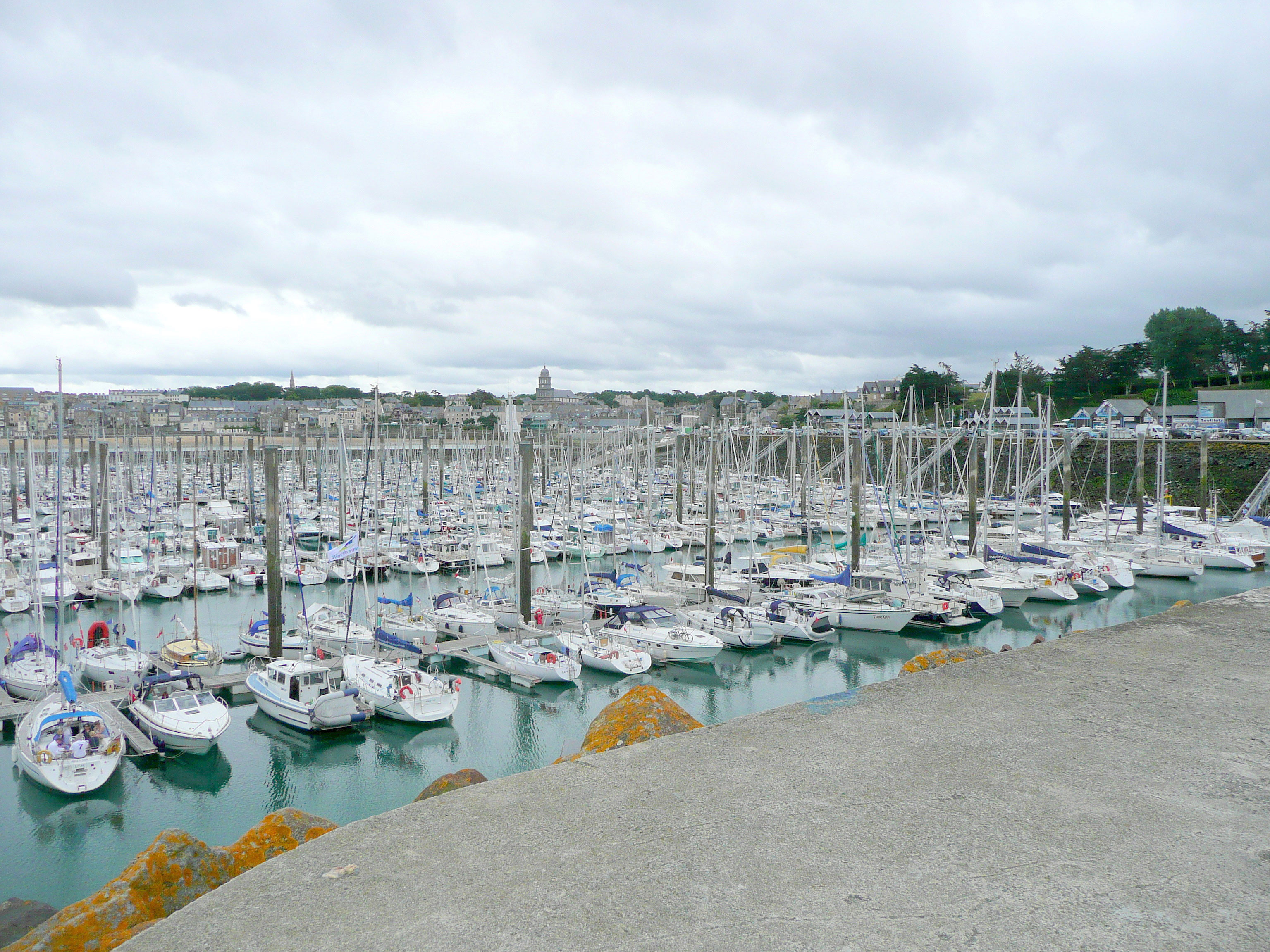
Le Port des Sablons vu depuis la digue.

Saint-Malo à la Hune est un salon nautique d'occasion. Fondé au début des années 2000, il se déroule chaque année au port de plaisance des Sablons à Saint-Malo.
Ce salon présente bateaux, stands d'accastillage, vêtements de marins, antiquaires, etc. Il est ouvert aux professionnels et particuliers pour vendre ou acheter.